# Landesliga Steiermark
Die Landesliga Steiermark ist die Fußball-Landesliga der Herren des österreichischen Bundeslands Steiermark. Sie ist im Fußball-Ligensystem in Österreich die vierthöchste Liga.

## Geschichte
Anfänge bis zum Zweiten Weltkrieg (1. Spielklasse in der Steiermark)
| Saison                                                           | Meister                                                                            |
| Meisterschaft des DAFV                                           | Meisterschaft des DAFV                                                             |
| ---------------------------------------------------------------- | ---------------------------------------------------------------------------------- |
| 1912/13                                                          | SK Sturm Graz                                                                      |
| 1913/14                                                          | SK Sturm Graz                                                                      |
| 1919                                                             | SK Sturm Graz                                                                      |
| 1. Klasse Graz und Umgebung (inoffiziell)                        |                                                                                    |
| 1920/21                                                          | SK Sturm Graz                                                                      |
| 1. Klasse Graz und Umgebung Turnier in der Provinz (inoffiziell) |                                                                                    |
| 1921/22                                                          | Graz/Umgebung: Grazer AK Provinz: Deutscher SV Leoben                              |
| 1. Klasse (inoffiziell)                                          |                                                                                    |
| 1922/23                                                          | Graz/Umgebung: SK Sturm Graz Provinz: Kapfenberger SC                              |
| 1. Klasse (nur in Graz/Umgebung)                                 |                                                                                    |
| 1923/24 K1                                                       | Grazer AK                                                                          |
| 1. Klasse (Mittelsteiermark, Obersteiermark)                     |                                                                                    |
| 1925 K1                                                          | SK Sturm Graz                                                                      |
| 1. Klasse (nur in Graz/Umgebung)                                 |                                                                                    |
| 1926 K1                                                          | Grazer AK                                                                          |
| 1927                                                             | Grazer AK                                                                          |
| 1928                                                             | Grazer AK                                                                          |
| 1928/29                                                          | Grazer AK                                                                          |
| 1929/30                                                          | Graz: Grazer AK Oberstmk: Donawitzer SV Mittelstmk: SV Guggenbach Oststmk: SC Weiz |
| 1930/31                                                          | Graz: Grazer AK Oberstmk: SC Liezen Mittelstmk: SV Guggenbach Oststmk: SC Weiz     |
| 1931/32                                                          | Grazer AK                                                                          |
| 1932/33                                                          | Grazer AK                                                                          |
| 1933/34                                                          | SK Sturm Graz                                                                      |
| 1934/35                                                          | Grazer SC                                                                          |
| 1935/36                                                          | SK Sturm Graz                                                                      |
| 1936/37                                                          | SK Sturm Graz                                                                      |
| 1937/38                                                          | Grazer SC                                                                          |
| K1 Änderung des Meisterschaftsmodus und Umbenennung der Liga.    |                                                                                    |

Die erste Meisterschaft in der Steiermark richtete der Deutsch-Alpenländische Fußballverband in der Saison 1912/13 aus und in die Abschlusstabelle führte der Grazer Fußballclub "Sturm" vor Rapid Graz, Grazer Sportvereinigung, Grazer Amateur SC und Deutscher ASC Cilli an. In der nächsten Saison spielte man auch eine Meisterschaft aus, die ebenfalls von Sturm gewonnen wurde. Während des Ersten Weltkrieges war die Durchführung eines Bewerbes unmöglich und erst 1919 organisierte man den von dem DAFV letzten Bewerb durch, den ebenfalls Sturm gewann.
Nach Auflösung des DAFV ging daraus der Steirische Fußballverband hervor, der den Fußballbetrieb ab 1920 weiter organisierte. In den Jahren 1920 bis 1923 gab es schon Meisterschaften in Graz und Umgebung oder in der steirischen Provinz, die SK Sturm Graz, Grazer AK, Deutscher SV Leoben, oder Kapfenberger SC gewannen. Die erste offizielle Meisterschaft führte man in der Saison 1923/24 durch. SK Sturm Graz führte die Abschlusstabelle vor dem Grazer AK nach 16 absolvierten Runden an, doch es wurde anschließend zwischen beiden Mannschaften ein Play-off in Hin- und Rückspiel ausgespielt. Das erste Spiel gewannen die Athletiker mit 3:0, das Rückspiel endete mit einem 2:2-Unentschieden. Somit war der Grazer AK erster steirischer Meister.
In den nächsten vierzehn Jahren dominierten diese zwei Klubs das Grazer Fußballgeschehen. SK Sturm Graz konnte gleich in der nachfolgenden Saison den Meistertitel feiern und es folgten bis zum Ausbruch des Ersten Weltkrieges weitere drei Titel. Doch am erfolgreichsten war der Grazer AK, der insgesamt elf Titel sammeln konnte. Zwischen 1929 und 1931 wurde in den Regionen Obersteiermark, Mittelsteiermark und Oststeiermark Meisterschaften ausgetragen, bei denen die Vereine Donawitzer SV, SV Guggenbach, SC Weiz und SC Liezen siegten.
1939–1945 Landesmeister in Zeiten der Ostmark
| Saison                                                                                            | Meister                                  |
| Bezirksklasse Süd                                                                                 | Bezirksklasse Süd                        |
| ------------------------------------------------------------------------------------------------- | ---------------------------------------- |
| 1938/39 K1                                                                                        | WSV Donawitz                             |
| Gauliga Steiermark                                                                                |                                          |
| 1939/40 K1                                                                                        | Grazer SC                                |
| 1940/41                                                                                           | SK Sturm Graz                            |
| 1941/42                                                                                           | Kapfenberger SC                          |
| 1942/43                                                                                           | Kapfenberger SC                          |
| 1943/44                                                                                           | Reichsbahn SG Graz                       |
| 1944/45 K2                                                                                        | Abbruch der Meisterschaft, keine Details |
| K1 Änderung des Meisterschaftsmodus und Umbenennung der Liga. K2 Meisterschaft wurde abgebrochen. |                                          |

1939 wurde die Spielklasse in Bezirksklasse Süd, ein Jahr später in Gauliga Steiermark umbenannt. Meisterschaftserfolge erzielten WSV Donawitz, Grazer SC, SK Sturm Graz, Kapfenberger SC und Reichsbahn SG Graz.
1945–1950 Landesliga Steiermark
| Saison                                                        | Meister               |
| Landesliga Steiermark                                         | Landesliga Steiermark |
| ------------------------------------------------------------- | --------------------- |
| 1945/46 K1                                                    | SK Sturm Graz         |
| 1946/47                                                       | SK Sturm Graz         |
| 1947/48                                                       | SK Sturm Graz         |
| 1948/49                                                       | SK Sturm Graz         |
| 1949/50                                                       | ESV Austria Graz      |
| K1 Änderung des Meisterschaftsmodus und Umbenennung der Liga. |                       |

1945 wurde wieder der Ligabetrieb aufgenommen und in der Landesliga spielten acht Vereine, Meister SK Sturm Graz, SK Südbahn Graz, Kapfenberger SC, Grazer AK, Grazer SC, SV Leibnitz, SV Leoben und SV Gratkorn. In der nächsten Saison stockte man die Saison auf 10 Vereine auf und der Meister bis 1950 hießen dreimal SK Sturm Graz und ESV Austria Graz.
1950–1959 Landesliga Steiermark (3. Spielklasse)
| Saison                                                        | Meister               |
| Landesliga Steiermark                                         | Landesliga Steiermark |
| ------------------------------------------------------------- | --------------------- |
| 1950/51 K1                                                    | Grazer SC             |
| 1951/52                                                       | SV Leoben             |
| 1952/53                                                       | ASV Seegraben         |
| 1953/54                                                       | WSV Eisenerz          |
| 1954/55                                                       | SC Bruck/Mur          |
| 1955/56                                                       | SV Donawitz           |
| 1956/57                                                       | SV Leoben             |
| 1957/58                                                       | WSV Fohnsdorf         |
| 1958/59                                                       | SC Bruck/Mur          |
| K1 Änderung des Meisterschaftsmodus und Umbenennung der Liga. |                       |

Bis zur Einführung einer gesamtösterreichischen Liga in der Saison 1949/50, war die damalige Landesliga die höchstmögliche Spielklasse für steirische Fußballvereine. Danach wurde sie für eine Saison als zweithöchste Spielklasse unterhalb der bundesweiten Staatsliga geführt. In der Saison 1950/51 wurde schließlich die Staatsliga B für mittel- und ostösterreichischen Fußballvereine (Burgenland, Niederösterreich, Oberösterreich, Steiermark und Wien) als zweithöchste Spielklasse eingeführt und die Landesliga, die man auf zwölf Vereine aufstockte, drittklassig. In der Saison 1957/58 erweiterte man die Liga auf 14 Vereine. In den 1950er Jahren hießen die Sieger der Landesliga Steiermark Grazer SC, SV Leoben, ASV Seegraben, WSV Eisenerz, SC Bruck/Mur (2×), SV Donawitz, SV Leoben und WSV Fohnsdorf.
1959–1974 Landesliga Steiermark (3. Spielklasse)
| Saison                | Meister               |
| Landesliga Steiermark | Landesliga Steiermark |
| --------------------- | --------------------- |
| 1959/60               | WSV Eisenerz          |
| 1960/61               | Grazer SC             |
| 1961/62               | ASK Voitsberg         |
| 1962/63               | ASK Phönix Hönigsberg |
| 1963/64               | WSV Rosental          |
| 1964/65               | ASK Köflach           |
| 1965/66               | WSV Fohnsdorf         |
| 1966/67               | ASK Voitsberg         |
| 1967/68               | SC Bruck/Mur          |
| 1968/69               | WSV Fohnsdorf         |
| 1969/70               | ATUS Weiz             |
| 1970/71               | WSV Liezen            |
| 1971/72               | SV Flavia Solva       |
| 1972/73               | WSV Lapp-Finze Graz   |
| 1973/74               | Deutschlandsberger SC |

Mit dem ÖFB-Beschluss anlässlich seiner Länderkonferenz vom 26. April 1959, eine 3-teilige Regionalliga einzuführen, verbesserte sich das Fußballgeschehen in der Steiermark. Am 7. Juli 1959 wurde in Leoben die "Regionalliga Mitte" ("RLM") gegründet, mit SV Kapfenberg, SK Sturm Graz, WSV Fohnsdorf, SC Bruck/Mur und dem SV Leoben gab es gleich 5 Vereine in der RLM. Die Salzburger Klubs spielten vorläufig weiterhin in der »Tauernliga Nord« und die Tiroler sowie Vorarlberger Klubs in der "Arlbergliga". Erst ab 1960/61 folgte die "Regionalliga West".
Mit der Einführung der "RLM" wurde die bisherige "Liga" ab 1959/60 weiter "Landesliga Steiermark" mit zwölf Teilnehmern genannt. Die erste "RLM" 1959/60 umfasste nur 11 Vereine, SV Stickstoff Linz (auch als "SVS Linz" bekannt) wurde erster Meister, Radenthein landete auf Rang 3.
Da die "RLM" gemeinsam von den Verbänden Kärntens, Oberösterreichs und der Steiermark organisiert wurde, war jedenfalls die Landesliga Steiermark drittklassig geworden. Daran änderte sich auch bei der Einführung der bundesweiten 2. Bundesliga im Jahr 1974 nichts, denn im Gegenzug entfiel die "RLM". Die Vereine der weiterhin drittklassigen Landesligen Kärnten, Oberösterreich und Steiermark spielten den Aufsteiger in die 2. Bundesliga in einer Relegationsrunde aus.
Die Anzahl der startberechtigten Vereine variiert in diesen Jahren. Die oberste Spielklasse startete mit zwölf Vereinen, ein Jahr später stockte man die Liga mit 14 Teilnehmern auf, in der Saison 1970/71 waren es 15, ein Jahr darauf 16, wieder ein Jahr später 15 und ein weiteres Jahr, in der Saison 1973/74 wieder 14 Vereine. Die Meister in den 1960er Jahren und Anfang der 1970er Jahre hießen WSV Eisenerz, Grazer SC, ASK Voitsberg, ASK Phönix Hönigsberg, WSV Rosental, ASK Köflach, WSV Fohnsdorf (2×), WSV Liezen, ASK Voitsberg, SC Bruck/Mur, ATUS Weiz, WSV Liezen, SV Flavia Solva, WSV Lapp-Finze Graz und Deutschlandsberger SC.
1974–1994 Landesliga Steiermark (3. Spielklasse)
| Saison                | Meister               |
| Landesliga Steiermark | Landesliga Steiermark |
| --------------------- | --------------------- |
| 1974/75               | WSV Liezen            |
| 1975/76               | WSV Liezen            |
| 1976/77               | Kapfenberger SV       |
| 1977/78               | Red Star Knittelfeld  |
| 1978/79               | SV Flavia Solva       |
| 1979/80               | SV Flavia Solva       |
| 1980/81               | SV Flavia Solva       |
| 1981/82               | ASK Voitsberg         |
| 1982/83               | ASK Voitsberg         |
| 1983/84               | WSV Thörl             |
| 1984/85               | LUV Graz              |
| 1985/86               | WSV Zeltweg           |
| 1986/87               | Kapfenberger SV       |
| 1987/88               | TSV Hartberg          |
| 1988/89               | LUV Graz              |
| 1989/90               | TSV Hartberg          |
| 1990/91               | SV Flavia Solva       |
| 1991/92               | LUV Graz              |
| 1992/93               | SV Flavia Solva       |
| 1993/94               | SV Flavia Solva       |

In der Saison 1974/75 wurde die Bundesliga als neue erste Spielklasse eingeführt. Die Nationalliga, die bisher als erste Klasse fungierte, war die neue zweite Spielklasse. Die Regionalliga Mitte wurde abgeschafft. Dadurch blieb die Landesliga Steiermark, die auf 18 Vereine aufgestockt wurde, die dritte Spielklasse. In der nächsten Saison wurde die Liga auf 16 Vereine reduziert. Die Sieger der höchsten steirischen Spielklasse waren WSV Liezen (2×), Kapfenberger SV (2×), Red Star Knittelfeld, SV Flavia Solva (6×), ASK Voitsberg (2×), WSV Thörl, LUV Graz (3×), WSV Zeltweg und TSV Hartberg.
1994–2007 Steirer Liga (4. Spielklasse)
| Saison | Meister                       |
| Steirer Liga                                                                                              | Steirer Liga                  |
| --- | ----------------------------- |
| 1994/95 K1                                                                                                | TSV Hartberg                  |
| 1995/96 K2                                                                                                | FC Gratkorn                   |
| 1996/97                                                                                                   | FC Zeltweg                    |
| 1997/98                                                                                                   | SPG LUV Graz/SK Sturm Graz II |
| 1998/99                                                                                                   | FC Zeltweg                    |
| 1999/2000                                                                                                 | Kapfenberger SV               |
| 2000/01                                                                                                   | ASK Köflach                   |
| 2001/02                                                                                                   | SK Sturm Graz II              |
| 2002/03                                                                                                   | TuS FC Arnfels                |
| 2003/04                                                                                                   | SC Kalsdorf                   |
| 2004/05                                                                                                   | SV Bad Aussee                 |
| 2005/06                                                                                                   | USV Allerheiligen/Wildon      |
| 2006/07                                                                                                   | SC Weiz                       |
| K1 Änderung des Meisterschaftsmodus und Umbenennung der Liga. K2 1995/96: Einführung der Dreipunkteregel. |                               |

Zur vierthöchsten Spielklasse für oberösterreichische Fußballvereine wurde die Landesliga, als die Regionalliga Mitte in der Saison 1994/95 unterhalb der 2. Division wieder eingeführt wurde. Die Teilnehmeranzahl blieb mit 16 Vereinen unverändert. Die Meister der Steirer Liga waren TSV Hartberg, FC Gratkorn, FC Zeltweg (2×), die Spielgemeinschaft LUV Graz und die zweite Mannschaft des SK Sturm Graz, Kapfenberger SV, ASK Köflach, die zweite Mannschaft des SK Sturm Graz, TuS FC Arnfels, SC Kalsdorf, SV Bad Aussee, USV Allerheiligen/Wildon und SC Weiz.
Seit 2007 Sparkassen Landesliga (4. Spielklasse)
| Saison                | Meister                                           |
| Sparkassen Landesliga | Sparkassen Landesliga                             |
| --------------------- | ------------------------------------------------- |
| 2007/08               | ASK Voitsberg                                     |
| 2008/09               | SV Flavia Solva                                   |
| 2009/10               | SV Gleinstätten                                   |
| 2010/11               | Kapfenberger SV II                                |
| 2011/12               | SC Kalsdorf                                       |
| 2012/13               | SV Lafnitz                                        |
| 2013/14               | SC Weiz                                           |
| 2014/15               | Deutschlandsberger SC                             |
| 2015/16               | FC Gleisdorf 09                                   |
| 2016/17               | TuS Bad Gleichenberg                              |
| 2017/18               | GAK 1902                                          |
| 2018/19               | USV St. Anna                                      |
| 2019/20               | wegen COVID-19-Pandemie in Österreich abgebrochen |
| 2020/21               | wegen COVID-19-Pandemie in Österreich abgebrochen |
| 2021/22               | DSV Leoben                                        |
| 2022/23               | ASK Voitsberg                                     |
| 2023/24               | SV Wildon                                         |
| 2024/25               | SC Kalsdorf                                       |

Die Steiermärkische Sparkasse übernahm 2007 das Sponsoring aller Ligen im Bundesland, so auch der Landesliga, die ab diesem Zeitpunkt als Sparkassen Landesliga bekannt ist. Die Teilnehmeranzahl blieb bei 16 Vereinen. Den Meistertitel holten sich ASK Voitsberg, SV Flavia Solva, SV Gleinstätten, die 2. Mannschaft des Kapfenberger SV, SC Kalsdorf, SV Lafnitz, SC Weiz, Deutschlandsberger SC, FC Gleisdorf 09, TuS Bad Gleichenberg, GAK 1902 und USV St. Anna.

## Bezeichnung (Sponsor)
Die Landesliga in der Steiermark wird seit 2007 mit einem Sponsor im Namenszug ausgetragen. Davor wurde die oberste Liga Steirer Liga genannt. Folgende Sponsoren beziehungsweise Namensänderungen hat die Landesliga in ihrer Namensgebung gehabt.
- 1. Klasse: 1923/24–1937/38
- Bezirksklasse Süd/Gauliga Steiermark: 1938/39–1944/45
- Landesliga Steiermark: 1945/46–1993/94
- Steirer Liga: 1994/95–2006/07
- der Sponsor ist im Namenszugs in Verbindung mit 'Landesliga':
  - Sparkassen Landesliga: seit 2007/08 (Namensgeber: Steiermärkische Sparkasse)

## Spielmodus
Die Landesliga spielt die Meisterschaft mit 16 Mannschaften. Die Meisterschaft wird in einer Hin- und in einer Rückrunde mit jeweils 15 Spieltagen ausgetragen. Die Spielpaarungen werden durch Auslosung vor Beginn der Hinrunde ermittelt. Die Meisterschaftssaison umfasst 30 Spieltage.
Nach Abschluss der Meisterschaft ist der Tabellenerste (Meister) zum Aufstieg in die drittklassige Regionalliga Mitte berechtigt. Nach Ende der Meisterschaftssaison steigen aus der Landesliga unter Berücksichtigung der steirischen Absteiger aus der Regionalliga Mitte und der Aufsteiger aus den drei Oberligen so viele Teams in ihre zuständige Oberliga ab, bis dass die Mannschaftsanzahl 16 erreicht wird. Die Anzahl der Absteiger aus der Landesliga in die steirischen Oberligen variiert somit zwischen zwei und vier Vereinen.
Ab der Saison 2014/2015 muss die Mannschaft, die nach Ende der Meisterschaft auf dem ersten Nichtabstiegsplatz platziert ist, im besten Fall also Platz 13 in der Endtabelle der abgelaufenen Meisterschaft erreicht hat, gegen den bestplatzierten nicht direkt aufsteigenden Zweiten der Oberliga zu Relegationsspielen antreten. Die Qualifikation wird mit Hin- und Rückspiel in der unmittelbar auf das Ende der Landesliga-Meisterschaft folgenden Woche ausgetragen und nach den Cupregeln des ÖFB gespielt.
Sollte die verbleibende schlechtestplatzierte Mannschaft der Landesliga zumindest Platz 12 in der Endtabelle der abgelaufenen Meisterschaft erreicht haben, wird die Relegation Landesliga / Oberliga für das jeweilige Spieljahr ausgesetzt. Bei vier Fixabsteigern aus der Landesliga wird somit keine Relegation ausgetragen.
Wenn nach Abschluss der laufenden Meisterschaft ein Verein als Meister den Aufstieg in die Regionalliga Mitte ablehnt oder mit seiner Mannschaft freiwillig aus der Landesliga Steiermark ausscheidet, wird er an den letzten Tabellenplatz gereiht und steigt in die Oberliga ab. In der neuen Spielklasse darf dieser Verein im ersten Spieljahr nicht aufsteigen und erhält zusätzlich im ersten Spieljahr nach dem freiwilligen Abstieg 10 Minuspunkte.
Wenn in der Landesliga Steiermark ein Verein freiwillig, oder aus sonstigen Gründen (beispielsweise einem Insolvenzverfahren) während der laufenden Meisterschaft den Spielbetrieb der Mannschaft einstellt, so wird er an den letzten Tabellenplatz gereiht und wird für die nachfolgende Meisterschaft in der ihm regional zugehörigen untersten Leistungsstufe (das ist derzeit die 1. Klasse) eingeteilt. Ein freiwilliger Absteiger in eine 1. Klasse beginnt die neue Meisterschaft ohne Minuspunkte, hat aber in der ersten Saison nach dem freiwilligen Abstieg kein Aufstiegsrecht.
Beginnend mit der Meisterschaft 2015/2016 wurde vom Fußballverband Steiermark eine Regelung der Bundesliga für den Spielbetrieb in der Landesliga übernommen, die bei einem Rückzug einer Mannschaft aus dem laufenden Bewerb vorsieht, dass bei einem Ausscheiden in der Winterpause, also nach Abschluss der Hinrunde, alle Ergebnisse der Spielpaarungen dieser Mannschaft annulliert werden und die betreffende Mannschaft an den letzten Tabellenplatz gereiht wird. Diese Regelung gelangte bereits im Spieljahr 2015/2016 zur Anwendung, was den Verlauf der Meisterschaft in der Landesliga Steiermark durch die Rückziehung der Mannschaft des FC Piberstein Lankowitz beeinflusste, indem nur 28 von 30 Spieltagen bewertet wurden.
Die im Jänner 2016 erfolgte Einstellung des Spielbetriebes der Mannschaft des FC Piberstein Lankowitz bewirkte, dass der spätere Meister FC Gleisdorf 09 mit einem Abzug von 3 Punkten, die er als einzig siegreiche Mannschaft gegen den FC Piberstein Lankowitz erzielte, in die Rückrunde der Meisterschaft startete. Die Mitbewerber um den Aufstieg in die Regionalliga Mitte, SV Gnas und USV St. Anna am Aigen, die in ihren Hinrunden-Spielen gegen den FC Piberstein Lankowitz remisierten, mussten jeweils nur 1 Punkt abgeben und wurden auf die ersten beiden Tabellenplätze vor dem nunmehr drittplatzierten FC Gleisdorf 09 gereiht.

## Teilnehmer
Folgende Vereine nehmen an der Saison 2024/25 teil (in Klammern die Platzierung in der Saison 2023/2024: Meister Wildon, Aufstieg in die Regionalliga Mitte; Absteiger Bruck/Mur (14.), Frauental (15.) Gnas (16.)):
| SV Allerheiligen (Absteiger aus Regionalliga Mitte) TUS Bad Waltersdorf (Aufsteiger aus Oberliga Süd Ost) FSC Eggersdorf/Hartberg Amat. (4.) Fehring (6.) | SV Frohnleiten (Aufsteiger aus Oberliga Mitte West) SC Fürstenfeld (12.) FC Gamlitz (9.) Heiligenkreuz/Waasen (10.) | Ilzer SV (7.) SC Kalsdorf (3.) FC Kindberg-Mürzhofen (Aufsteiger aus Oberliga Nord) ASK Köflach (8.) | SV Lafnitz Amat. (5.) SV Lebring (13.) FC Schladming (11.) SV Tillmitsch (2.) |

## Die Titelträger
Die Titelträger bis zur Saison 1944/45
9 Meistertitel
Grazer AK (1924, 1926, 1927, 1928, 1929, 1930 M1, 1931 M1, 1932, 1933)
5 Meistertitel
SK Sturm Graz (1925, 1934, 1936, 1937, 1941)
3 Meistertitel
Grazer SC (1935, 1938, 1940)
2 Meistertitel
Kapfenberger SC (1942, 1943)
1 Meistertitel
Reichsbahn SG Graz (1944)
WSV Donawitz (1939)
Die Titelträger seit der Saison 1945/46
8 Meistertitel
SV Flavia Solva (1972, 1979, 1980, 1981, 1991, 1993, 1994, 2009)
6 Meistertitel
ASK Voitsberg (1962, 1967, 1982, 1983, 2008, 2023)
5 Meistertitel
SK Sturm Graz (1946, 1947, 1948, 1949, 2002 M2)
4 Meistertitel
SC Kalsdorf (1973 M5, 2004, 2012, 2025)
Kapfenberger SV (1977, 1987, 2000, 2011 M2)
LUV Graz (1985, 1989, 1992, 1998 M7)
3 Meistertitel
| SC Weiz (1970 M4, 2007, 2014) FC Zeltweg (1986 M6, 1997, 1999) TSV Hartberg (1988, 1990, 1995) | WSV Liezen (1971, 1975, 1976) WSV Fohnsdorf (1958, 1966, 1969) SC Bruck/Mur (1955, 1959, 1968) |

2 Meistertitel
| Deutschlandsberger SC (1974, 2015) ASK Köflach (1965, 2001) WSV Eisenerz (1954, 1960) | DSV Leoben (1956 M3, 2022) Grazer SC (1951, 1961) SV Leoben (1952, 1957) |

1 Meistertitel
| SV Wildon (2024) USV St. Anna (2019) GAK 1902 (2018) TuS Bad Gleichenberg (2017) FC Gleisdorf 09 (2016) | SV Lafnitz (2013) SV Gleinstätten (2010) USV Allerheiligen/Wildon (2006) SV Bad Aussee (2005) | TuS FC Arnfels (2003) FC Gratkorn (1996) WSV Thörl (1984) Red Star Knittelfeld (1978) | WSV Rosental (1964) ASK Phönix Hönigsberg (1963) ASV Seegraben (1953) ESV Austria Graz (1950) |